# Graphania lignifusca
Graphania lignifusca är en fjärilsart som beskrevs av Walker 1857. Graphania lignifusca ingår i släktet Graphania och familjen nattflyn. Inga underarter finns listade i Catalogue of Life.